# Palpita triopis
Palpita triopis là một loài bướm đêm trong họ Crambidae.